# Шахвердов, Азим Шахвердович
Азим Шахвердович Шахвердов (10.06.1909 — 2002/03) — советский инженер, разработчик аппаратуры для аэрофотосъёмок. Лауреат государственных премий.

## Биография
Родился 10 июня 1909 года в Иране.
Работал в Оптической лаборатории Северо-Западного аэрогеодезического предприятия (инженер-исследователь, ст. инженер-лаборант), и в ЦНИИГАК имени Ф. Н. Красовского (старший инженер).
Сталинская премия 1950 года — за разработку и выпуск сверхширокоугольных мультиплексов для аэрофотосъёмок.
Ленинская премия 1982 года — за разработку широкоугольных аэросъёмочных объективов 3, 4, 5-го поколений для картографических целей.
Исследователь и популяризатор творчества средневековых поэтов Средней Азии:
- Стихотворный архив шейха Абу Са’ида ибн Аби-л-Хайра / пер., вступ. ст. Н. Г. Тенигина, сост., вступ. ст., комм., словарь, прил. А. Ш. Шахвердов . — СПб. : Санкт-Петербургский университет, 2006. — 191 с. — ISBN 5-288-04120-2
- Омар Хайям (ок. 1048-ок. 1123.). Рубаи : [Пер. с перс.-тадж.] / Омар Хайям. — [3-е изд.]. — СПб. : Нев. курьер, 1997. — 286,[2] с.; 22 см; ISBN 5-86072-084-X[1]
- Рубаи [Текст] : пер. с перс.-тадж. / Омар Хайям; авт. предисл.: З. Н. Ворожейкина, А. Ш. Шахвердов; сост. А. Ш. Шахвердов. — 3-е изд. — Ленинград : Советский писатель, 1986. — 320 с.
- Хафиз, Ширази. Диван : пер. с фарси / Ш. Хафиз; сост. А. Ш. Шахвердов. — М. : Летопись, 1998. — 542 с. — (Мир поэзии). — ISBN 5-88730-038-8
- Омар Хайям. Рубаи / пер. с персидско-таджикского. Сост. А. Ш. Шахвердов. — СПб.: Невский курьер, 1993. — 368 с.

Жил в г. Пушкин Ленинградской области.
Жена — Евгения Шахвердова (Афанасьева) (1911—2000).